# Kertész Endre (orvos)
Kertész Endre (Kolozsvár, 1924. november 15. – Marosvásárhely, 1985. augusztus 1.) orvos, radiológus, orvosi szakíró.

## Életútja
Szülővárosában a Zsidó Líceumban érettségizett (1943), diplomáját a Marosvásárhelyi Orvosi és Gyógyszerészeti Egyetemen (OGYI))-ban szerezte (1949). A marosvásárhelyi Radiológiai Klinikán gyakornok, tanársegéd, majd adjunktus. Radiológus főorvos, az orvostudományok doktora (1967). Szaktudományának kérdéseivel foglalkozó dolgozatait az Orvosi Szemle–Revista Medicală, Viața Medicală, a budapesti Orvosi Hetilap, a torinói Minerva Medica s más bel- és külföldi radiológiai szaklapok közölték.

## Művei
- Radiológia. Röntgendiagnosztika és sugárterápia (társszerzőként, Marosvásárhely, 1957)
- Radiológia (Krepsz Ivánnal és Kovács Lászlóval, Marosvásárhely, 1960, újabb kiadása Krepsz Istvánnal, Marosvásárhely, 1976)
- A klinikai radiológia